# Či Čeng (atletinja)
Či Čeng (poenostavljeno kitajsko: 纪政; tradicionalno kitajsko: 紀政; pinjin: Jì Zhèng; Wade–Giles: Chi Cheng), tajvanska atletinja, * 15. marec 1944, Hsinču, Tajvan.
Nastopila je na poletnih olimpijskih igrah v letih 1964, 1968 in 1972, leta 1968 je osvojila bronasto medaljo v teku na 80 m z ovirami in sedmo mesto v teku na 100 m. Leta 1970 je postavila svetovni rekord v teku na 200 m ter izenačila svetovni rekord v teku na 100 m in svetovni rekord v teku na 100 m z ovirami.